# 무아레

물결 무늬

무아레(moiré)는 간섭 무늬, 물결 무늬, 격자 무늬라고도 하며, 규칙적으로 되풀이되는 모양을 여러 번 거듭하여 합쳐졌을 때, 이러한 주기의 차이에 따라 시각적으로 만들어지는 줄무늬를 말한다. 모아레 간섭 무늬가 나타나기 위해서는 두 무늬가 완전히 동일하지 않고 위치가 바뀌거나 회전하거나 피치가 약간 달라야 한다.
모아레 패턴은 다양한 상황에서 나타난다. 인쇄 시 인쇄된 도트 패턴이 이미지를 방해할 수 있다. 텔레비전과 디지털 사진에서는 촬영되는 물체의 패턴이 광 센서의 모양을 방해하여 원치 않는 인공물을 생성할 수 있다. 때로는 의도적으로 만들어지기도 한다. 마이크로미터로 아주 작은 움직임의 효과를 증폭시키는 데 사용된다.
물리학에서는 이중슬릿 실험에서 볼 수 있는 파동 간섭과 음향학의 비트 현상이 그 발현이다.

## 같이 보기
- 에일리어싱
- 렌티큘러